# IDEO
IDEO es una firma de diseño y consultora, con oficinas en los EE. UU., Inglaterra, Alemania, Japón y China. Fue fundada en Palo Alto, California, en 1991. La compañía utiliza el enfoque de pensamiento de diseño para conceptualizar productos, servicios, entornos y experiencias digitales.
En 1996, Steelcase adquirió una participación mayoritaria en la empresa, que continuó operando de manera independiente. A principios de los 2000, la compañía se había expandido a los campos de consultoría de gestión y diseño organizacional.  En 2016, el holding japonés Kyu Collective compró una participación minoritaria en la empresa. Steelcase continúa manteniendo una pequeña participación. Actualmente, la empresa emplea a más de 700 personas en muchas disciplinas relacionadas con su marca y sus mandatos de diseño. 

## Historia
Las raíces de IDEO se remontan al año 1978. IDEO fue fundado en 1991 por una fusión entre David Kelley Design (fundada por David Kelley, profesor de la Universidad de Stanford), Moggridge Associates y San Francisco's ID Two (ambas con sede en Londres y fundadas por el británico Bill Moggridge), y Matrix Product Design (fundada por Mike Nuttall).  La empresa fabricante de mobiliario para oficinas, Steelcase, poseía la participación mayoritaria en la firma, pero en 2007 comenzó a despojarse de sus participaciones a través de un programa administrativo de retorno de compra en cinco años. Los fundadores de las compañías predecesoras todavía forman parte de la empresa con la excepción de Bill Moggridge quién murió el 8 de septiembre de 2012.
En 1996, Steelcase tomó una participación mayoritaria en la empresa, la cual continuó operando de manera independiente. A principios de los 2000, la compañía se había expandido a los campos de consultoría de gestión y diseño organizacional.  En 2016, el holding japonés Kyu Collective adquirió una participación minoritaria en la firma.
En sus inicios, la compañía se centraba en diseñar productos de consumo (p. ej., cepillos de dientes, asistentes personales, ordenadores). Pero en 2001, IDEO comenzó a enfocarse más en las experiencias del consumidor (p. ej., aulas no tradicionales).
En 2011, IDEO incubó IDEO.org — una organización  501(c)(3) sin fines de lucro, centrada en personas en situación de pobreza y comunidades vulnerables.
En abril de 2019, la compañía anunció que Sandy Speicher reemplazaría a Tim Brown como CEO de la compañía.

### La inmersión profunda
El 9 de febrero de 1999, el show Nightline de ABC presentó a IDEO en un segmento llamado La inmersión profunda: el arma secreta de una compañía para la innovación. El segmento presentaba a Jack Smith de ABC visitando la oficina de IDEO y desafiando a la compañía a rediseñar el carrito de compras en cinco días para demostrar el proceso de IDEO para la innovación. El resultado final era un carrito de compras con un marco de acero anidable que aguantaba cestas plásticas desmontables para ayudar disuadir el robo y aumentar la flexibilidad del comprador. Un asiento dual para niños con una bandeja cambiadora también fue incluida en el diseño, así como un portavasos, un escáner para saltarse la fila en la caja y ruedas posteriores dirigibles para facilitar las maniobras al manejarlo. La demostración del proceso de innovación de IDEO  ha llevado al grupo a formar parte de numerosos currículos, incluyendo el proyecto Lead The Way y múltiples universidades.

### Adquisiciones y sociedades
El 17 de octubre de 2017, IDEO adquirió Datascope - una empresa de ciencia de datos con sede en Chicago. Datascope ha trabajado con IDEO como consultor en muchos proyectos durante los últimos cuatro años. Tim Brown, Presidente de la Junta Directiva de IDEO, declara que la adquisición es, en gran medida, motivada por los avances en la ciencia de datos y el aprendizaje automático. Estos avances permiten ampliar el foco en aplicaciones centradas en los humanos, incluyendo la facilitación del proceso de diseño. El equipo de 15 personas de Datascope  se mudará a la oficina de IDEO en Chicago.

## Cultura organizacional
La cultura organizacional de IDEO consiste en equipos de proyecto, jerarquía plana, autonomía individual, creatividad y colaboración. Actualmente, la empresa emplea a más de 700 personas en muchas disciplinas, que incluyen: ciencias del comportamiento, branding, diseño de negocios, diseño de comunicación, investigación de diseño, diseño digital, educación, ingeniería eléctrica, diseño de entornos, ciencia de alimentos, servicios de salud, diseño industrial, diseño de interacción, ingeniería mecánica, diseño organizacional e ingeniería de software.

## Productos y servicios
IDEO ha trabajado en proyectos en las industrias de consumo de alimentos y bebidas, venta minorista, informática, medicina, educación, muebles, oficina y automotriz. Algunos ejemplos incluyen el primer ratón de Apple, el PDA Palm V y la silla Leap de Steelcase. Entre sus clientes figuran Air New Zealand, Coca-Cola, ConAgra Foods, Eli Lilly, Ford, Medtronic, Mexichem, Sealy, ShinHo, Steelcase, entre muchos otros. 

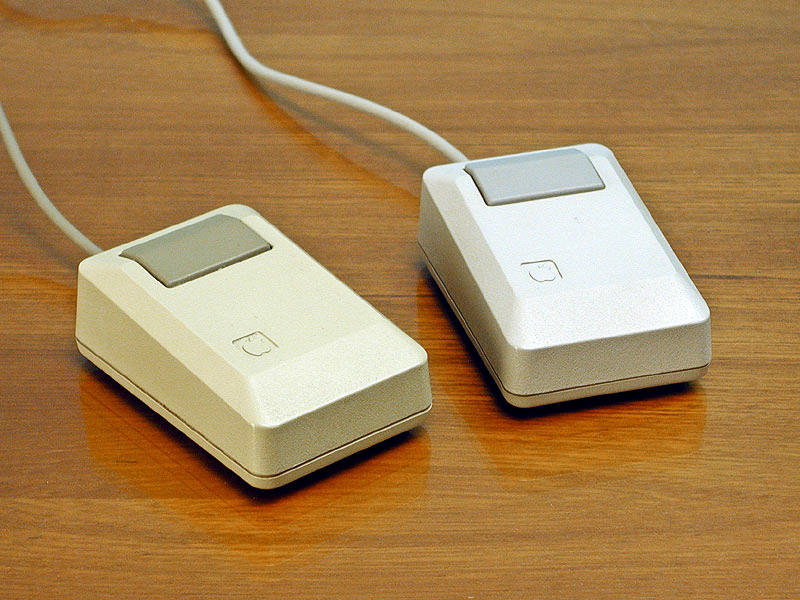
El ratón de Apple
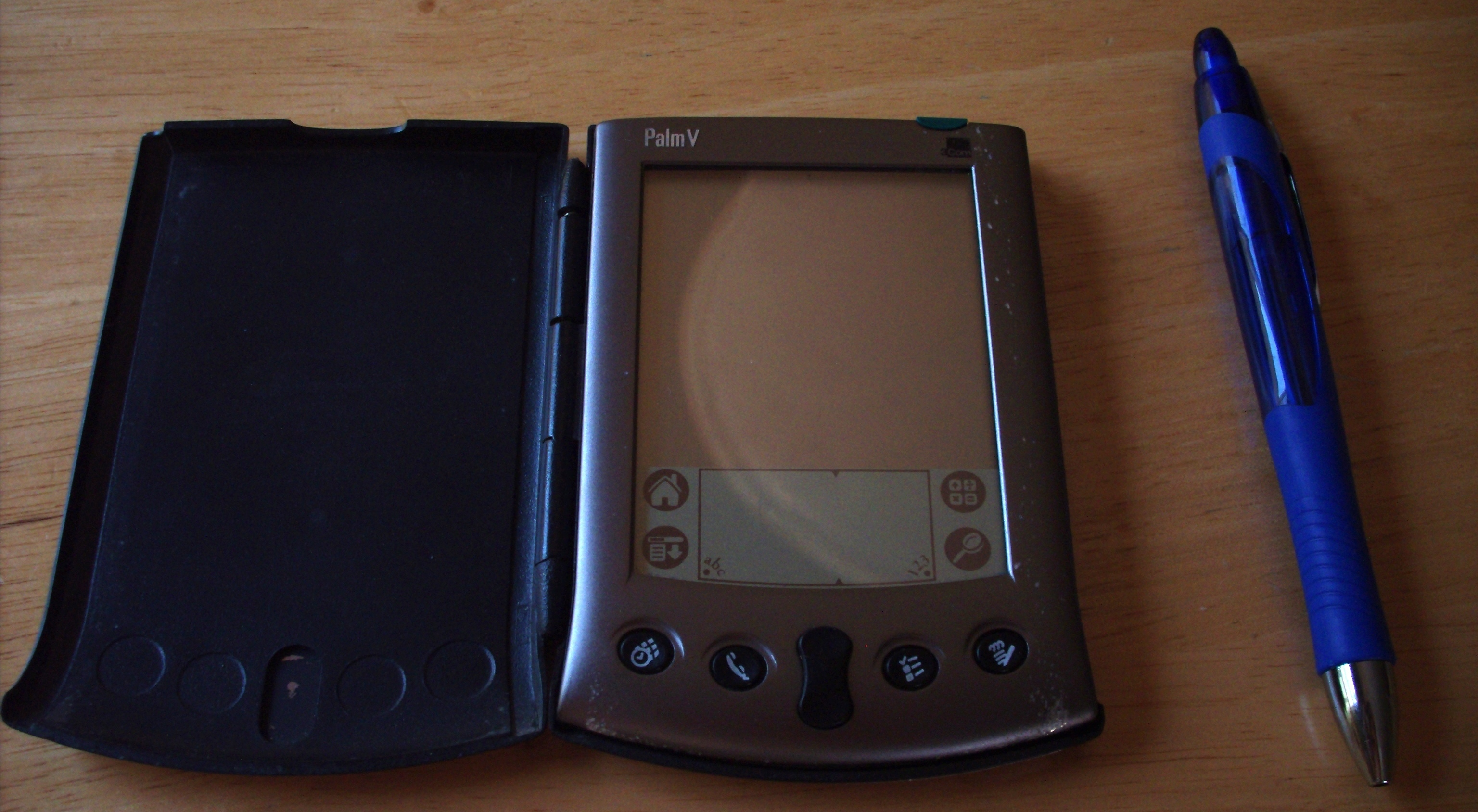
El PDA PalmV

### OpenIDEO
En agosto de 2010, IDEO introdujo OpenIDEO - una plataforma colaborativa para el proceso de diseño. OpenIDEO fue diseñado para servir de herramienta interna para IDEO para colaborar con sus clientes, pero ahora es una herramienta pública. El propósito de la herramienta es conducir virtualmente el proceso creativo para solucionar problemas sociales, habilitando la colaboración de personas de diferentes experiencias y campos. Entre los ejemplos de proyectos que han sido facilitados por OpenIDEO, se encuentran varios proyectos del WWF y el movimiento de Revolución Alimentaria de Jamie Oliver, ganador del Premio TED.

### Educación de diseño
IDEO U es un programa educativo en línea lanzado a principios de 2015. Los participantes de los cursos son instruidos sobre los conceptos que rodean el pensamiento de diseño centrado en el ser humano. 
Además del programa en línea, IDEO y sus afiliados han publicado varios libros sobre pensamiento de diseño, incluido el best-seller del New York Times Confianza creativa: liberar el potencial creativo dentro de todos nosotros . El ex CEO, Tim Brown, es el autor de Cambiado por el diseño: cómo el pensamiento de diseño transforma las organizaciones e inspira la innovación (2009) en el que argumenta que el diseño puede transformar los problemas en oportunidades, enfatizando el pensamiento de diseño como una actividad centrada en el ser humano, valora específicamente el sentimiento de empatía, a través del cual los diseñadores son capaces de comprender las perspectivas y los problemas que enfrentan los usuarios finales.